# ГЕС Shuānghé
ГЕС Shuānghé (双河水电站) — гідроелектростанція у центрі Китаю в провінції Сичуань. Знаходячись перед ГЕС Qīnglóng, становить верхній ступінь каскаду на річці Байшуй, котра впадає праворуч до Байлун (права притока Цзялінцзян — великого лівого допливу Янцзи).
У межах проекту річку перекрили бетонною греблею висотою 17 метрів та довжиною 68 метрів. Вона утримує невелике водосховище з об'ємом 187 тис. м3 та припустимим коливанням рівня поверхні у операційному режимі між позначками 1376 та 1377,5 метра НРМ (під час повені до 1375,9 метра НРМ).
Зі сховища ресурс подається через прокладений у лівобережному гірському масиві дериваційний тунелю завдовжки 6,3 км, який переходить у напірний водовід довжиною понад 0,3 км. У підсумку вода потрапляє до наземного машинного залу, де встановлені три турбіни загальною потужністю 81 МВт.